# Srdce temnoty
Srdce temnoty (Heart of Darkness) je novela anglického spisovatele polského původu Josepha Conrada, která nejprve vycházela roku 1899 na pokračování v Blackwood’s Magazine a poté vyšla roku 1902 knižně ve sbírce Mládí a jiné povídky (Youth and Other Stories). Dílo je považováno za jeden z mezníků ve vývoji světové prózy a jeho obsahem je symbolicky pojatá cesta do nitra temných zlých sil, které se zmocňují člověka, pokud jim dá volnost.

## Obsah novely
Vypravěčem novely je anglický námořní kapitán Charles Marlow, který v rámcovém příběhu vzpomíná na cestu po řece do nitra Afriky, již podnikal ve službách pravděpodobně belgické obchodní společnosti. Ačkoli to autor přímo neuvádí, předpokládá se, že se jedná o Kongo, které bylo v době psaní románu jedinou významnou řekou na belgickém území v Africe. Jako kapitán parníku má Marlow přivézt slonovinu a současně najít a dopravit zpět do civilizace vedoucího obchodní stanice Kurtze, kterého předchází legenda výjimečnosti.
Marlow neustále slyší ze všech stran o Kurtzových schopnostech, velkém duchu i heroických činech. Když však dorazí k cíli, nachází Kurtze v krajně zbědovaném stavu, otřeseného a na pokraji šílenství. Vystupuje jako krutý domorodý vládce a božstvo a je posedlý hromaděním slonoviny. Stává se tak ztělesněním primitivních instinktů, které jsou uloženy v hloubi duše každého člověka a které ho mohou zcela ovládnout, pokud jim dá volnost.
Zachránit Kurtze se Marlowovi nepovede, protože Kurtz zemře na zpáteční cestě. Před smrtí svěří Marlowovi nějaké dokumenty do úschovy. Jsou mezi nimi i dopisy od jisté ženy, kterou se Marlow nakonec rozhodne navštívit a dopisy jí vrátit. I ona si pamatuje Kurtze jako úžasného muže (kterého si nesměla vzít kvůli jeho chudobě) a Marlow ji v její iluzi ponechá. Dokonce jí řekne že její jméno byla Kurtzova poslední slova, na místo skutečných „Ta hrůza! Ta hrůza!“.

## Adaptace

### Film
- Srdce temnoty (1958, Heart of Darkness), část amerického televizního seriálu Playhouse 90, režie Ron Winston.
- Apokalypsa (1979, Apocalypse Now), americký film na námět novely, režie Francis Ford Coppola. Děj je přesunut do období americké války ve Vietnamu, v roli Kurtze Marlon Brando.
- Srdce temnoty (1993, Heart of Darkness), americký televizní film, režie Nicolas Roeg, v roli Marlowa Tim Roth a v roli Kurtze John Malkovich.
- Ad Astra: Osudová mise (2019, Ad Astra), americký sci-fi film, režie James Gray. Filmový příběh vychází z Condradovy novely, temnotu džungle však nahrazuje prázdnotou vesmíru, kterou putuje syn (Brad Pitt), aby nakonec zjistil, že jeho otec (Tommy Lee Jones) zešílel stejně jako Kurtz v Srdci temnoty.

### Hudba
- Roku 2011 složil britský skladatel Tarik O'Regan podle novely stejnojmennou komorní jednoaktovou operu.

## Česká vydání
- Srdce temnoty, Vyšehrad, Praha 1980, přeložili Jiří Munzar a Jiří Sirotek, obsahuje též Na pokraji sil, znovu Alpress, Frýdek-Místek 2006.
- Neklidné příběhy, Panorama, Praha 1981, přeložila Luba Pellarová, obsahuje mimo jiné i Srdce temnoty (v překladu Jana Zábrany).
- Srdce temnoty, Mladá fronta, Praha 1996, přeložil Jan Zábrana, znovu Dokořán, Praha 2010.